# Kudłatówka
Kudłatówka (ukr. Кудлатівка) – wieś na Ukrainie, w  obwodzie iwanofrankiwskim, w rejonie kałuskim.